# Dépanneur
Ein Dépanneur in Kanada ist im Wesentlichen die Parallele zum deutschen Kiosk.

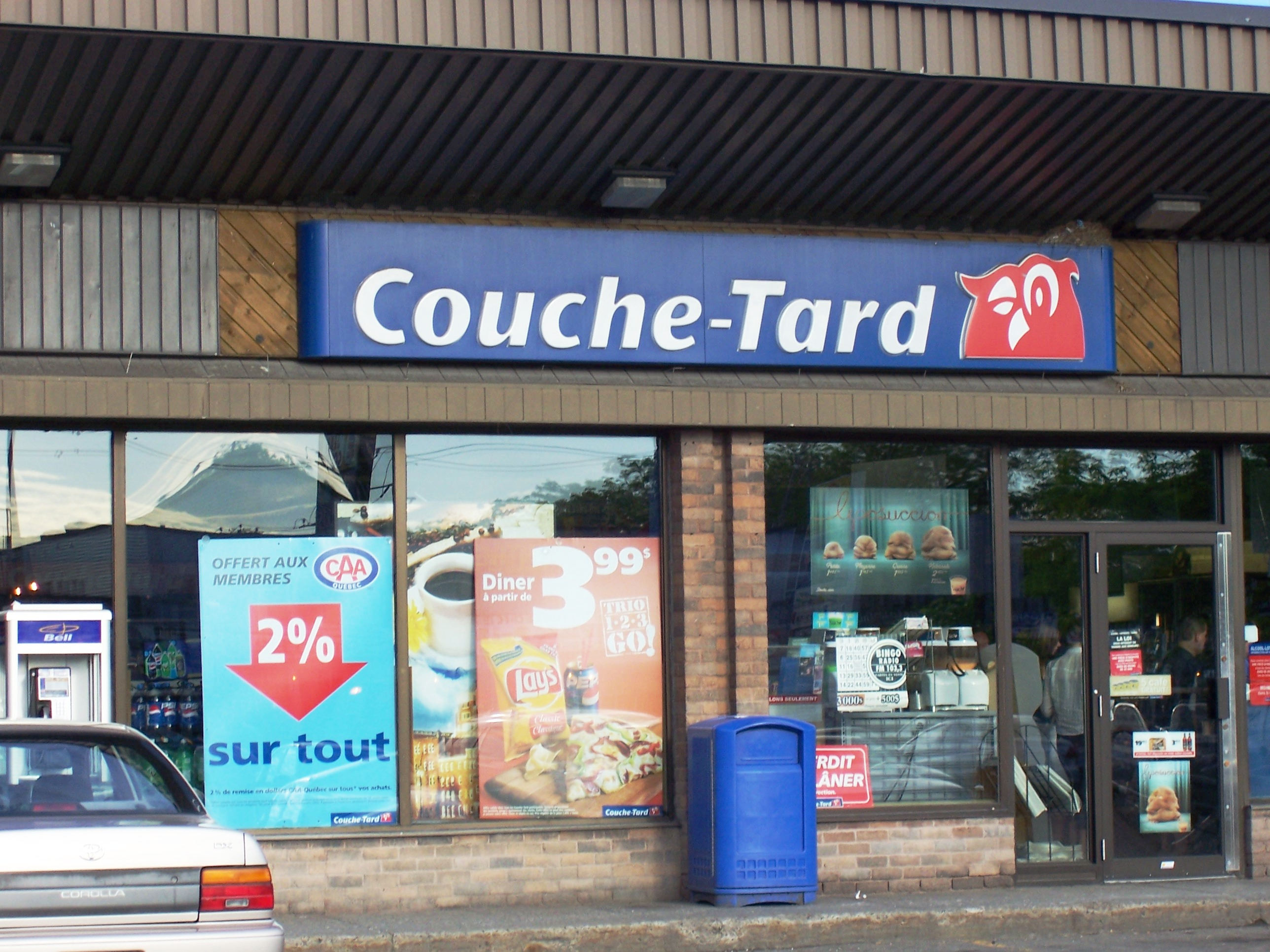
Dépanneur der Kette Couche-Tard in Montreal

In der Vergangenheit war es kanadischen Supermärkten verboten, Bier und Wein zu verkaufen, so dass Kunden beim Dépanneur fündig wurden. Mittlerweile dürfen jedoch auch Supermärkte Bier und Wein verkaufen, falls man eine Extra-Lizenz erworben hat; andere Alkoholika bleiben allerdings speziellen Geschäften – der SAQ (Société des alcools du Québec) – vorbehalten. Die Dépanneurs überlebten jedoch trotzdem, aufgrund des harten Verdrängungswettbewerbs der Supermärkte untereinander.
Wie die meisten deutschen Kioske auch sind die meisten Dépanneurs im Privatbesitz, anliegende Räume dienen den Besitzern jedoch meist auch als Wohnung. Die einzelnen Dépanneurs sind untereinander in der Regel unabhängig und werden sehr oft von Immigranten (Chinesen und Hindu sind darunter am meisten vertreten) betrieben. Die ganze Familie ist oft am Betrieb beteiligt.
Neben den unabhängigen Dépanneurs gibt es auch kommerzielle Ketten, wie Couche-Tard („Spät-Schläfer“) in Québec mit etwa 680 Filialen, denen auch Mac's gehört, die vor allem in Ontario mit 1038 Geschäftsstellen vertreten sind. Mac's wurde im Jahr 2015 in Circle K umbenannt.